# Ján Polgár
Ján Polgár (31. května 1929, Čop – červenec 2023) byl slovenský fotbalista, útočník.

## Fotbalová kariéra
V československé lize hrál za Dynamo ČSD Košice, Křídla vlasti Olomouc, Spartak Košice VSS a Tatran Prešov. Dal 48 ligových gólů.

## Ligová bilance
| Ročník                                     | Zápasy | Góly | Klub                  |
| ------------------------------------------ | ------ | ---- | --------------------- |
| Státní liga 1948                           | -      | 8    | Jednota Košice        |
| Celostátní československé mistrovství 1949 | -      | 8    | Dynamo ČSD Košice     |
| Celostátní československé mistrovství 1950 | -      | 11   | Dynamo ČSD Košice     |
| Mistrovství československé republiky 1951  | -      | 7    | Dynamo ČSD Košice     |
| Mistrovství československé republiky 1952  | -      | 2    | Dynamo ČSD Košice     |
| Přebor československé republiky 1953       | 4      | 2    | Křídla vlasti Olomouc |
| Přebor československé republiky 1954       | 13     | 4    | Křídla vlasti Olomouc |
| 1. československá fotbalová liga 1956      | 17     | 4    | Spartak Košice VSS    |
| 1. československá fotbalová liga 1957/1958 | 9      | 2    | Tatran Prešov         |
| CELKEM                                     | -      | 48   |                       |